# اقتصاد قرغيزستان
يعتمد اقتصاد قرغيزستان اعتمادًا كبيرًا على القطاع الزراعي، وأبرز المنتجات الزراعية هي القطن والتبغ والصوف واللحوم رغم أن التبغ والقطن فقط يُصدّران بأيّ كمية، ويعتمد اقتصاد قرغيزستان اعتمادًا كبيًرا وفقًا لهيلي للاستشارات على قوة الصادرات الصناعية ذات الاحتياطي الفائض من الذهب والزئبق واليورانيوم، يعول الاقتصاد أيضًا على التحويلات المالية من العمالة الأجنبية. كانت قرغيزستان بعد الاستقلال متقدمة في تنفيذ استصلاح الأسواق مثل تحسين الجهاز التنظيمي واستصلاح الأراضي، وفي 1988 كانت أول دولة من دول رابطة الدول المستقلة (CIS) تحظى بالقبول في منظمة التجارة العالمية. قد بيع الكثير من مخزون الحكومة في الشركات. عرقل تفشّي الفساد على نطاق واسع وانخفاضُ الاستثمار الخارجي وعدم الاستقرار الإقليمي أداء قرغيزستان الاقتصادي. على الرغم من الفساد السياسي وعدم الاستقرار الإقليمي، صنفت قرغيزستان بحلول عام 2019 في المرتبة 70 فيما يتعلق بمؤشر سهولة ممارسة أنشطة الأعمال.
حلّت قرغيزستان في المرتبة 106 في مؤشر الابتكار العالمي عام 2023، متراجعةً من المركز 90 عام 2019، ثم ما لبثت أن تقدمت للمركز 99 في مؤشر عام 2024.

## الشؤون المالية
في تشرين الأول 2012، بلغت الاحتياطات الدولية وسيولة العملة الأجنبية في بنك قرغيزستان الوطني 1.96 مليار دولار أمريكي، يشكل الذهب 8.6% منها. وفي نفس العام، توسّعت سلة العملات باستخدام اليوان الصيني والدولار السنغافوري من أجل تنويع أصول قرغيزستان. أُنفق ما مجموعه مليار لشراء الذهب في عام 2012 أيضًا. وقد تنامت نسبة الذهب بالفعل في الاحتياطات الدولية إلى 8.6%. ويعتزم البنك الدولي زيادته إلى 12 – 15 % مستقبلًا.

## القطاعات الصناعية

### الزراعة

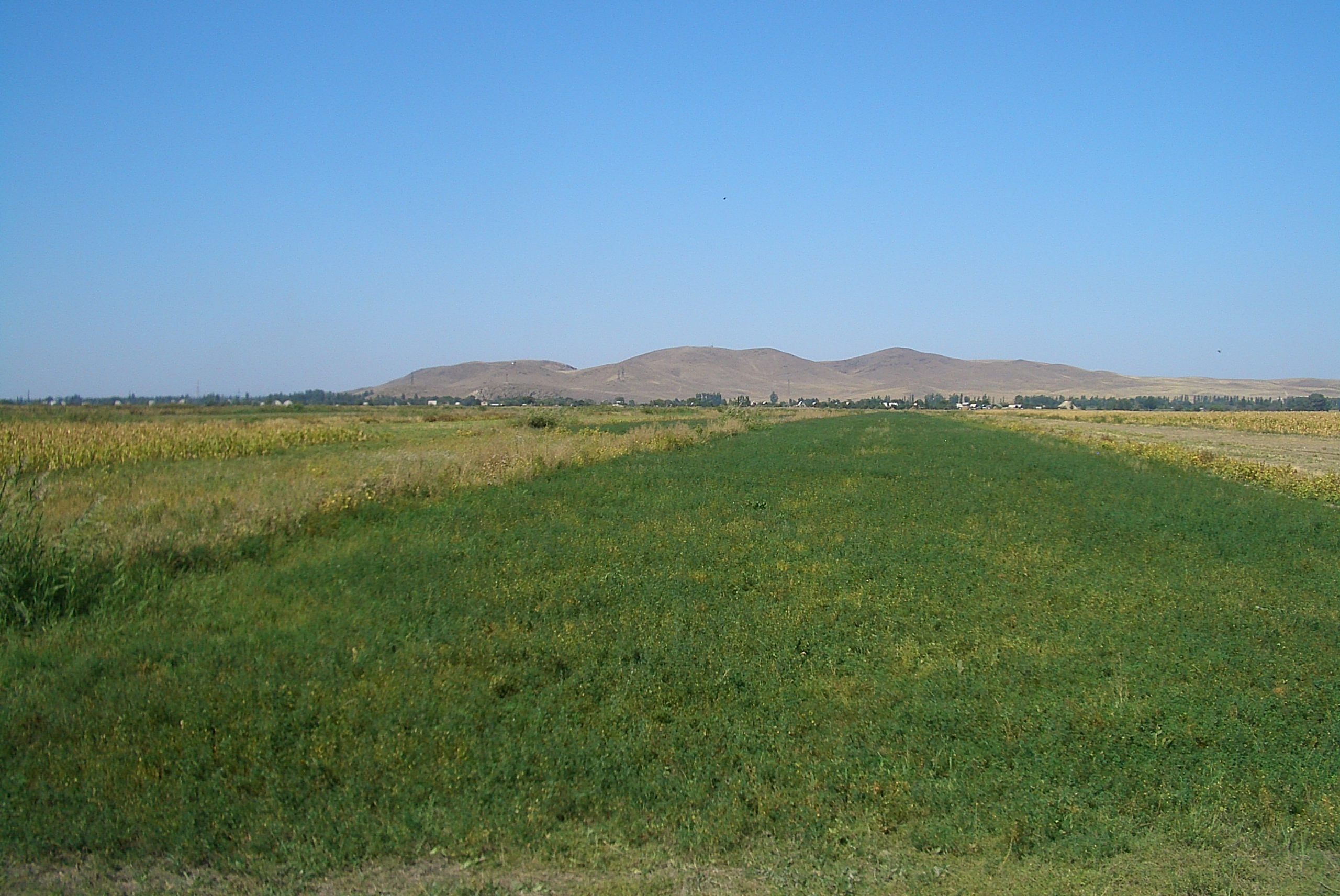
الحقول الزراعية المروية في وادي نهر تشو

تبقى الزراعة جزءًا حيويًا من اقتصاد قرغيزستان وملاذًا للعمال المرحلين من قطاع الصناعة. تنامت زراعة الكفاف في مطلع عام 2000. ذلك أنه بعد الانخفاضات الحادة في بدايات التسعينيات من القرن الماضي، اقترب الإنتاج الزراعي في مطلع عام 2000 من مستويات عام 1991. يحتل إنتاج الحبوب في الوديان المنخفضة ورعي الماشية في مراعي الأراضي المرتفعة الحصة الأكبر من القوى العاملة في الزراعة. فالمزارعون يتحولون إلى زراعة الحبوب ويبتعدون عن القطن والتبغ. تعد منتجات الألبان والتبن والأعلاف والبطاطا والخضراوات والشمندر السكري من المنتجات الهامة الأخرى. يأتي الناتج الزراعي من قطع الأراضي المنزلية الخاصة (وتغطي 55% من الإجمالي) والمزارع الخاصة نحو (40%) والمزارع الحكومية (5%). تعتمد الزيادة في توسيع القطاع على الاستصلاح المصرفي لزيادة الاستثمار، وعلى استصلاح السوق لترشيد توزيع المدخلات. لقد تقدم استصلاح الأراضي -وهي قضية مثيرة للجدل في قرغيزستان- بوتيرة بطيئة جدًا منذ أن شرعت للمرة الأولى في 1998. أما البنية التحتية للري فهي في حالة رديئة. تساهم الزراعة بنحو ثلث الناتج المحلي الإجمالي وأكثر من الثلث في التوظيف.

### الحراجة
يُصنّف 4% فقط من قرغيزستان ضمن الأراضي الحرجية. تملك الدولة جميع هذه المناطق، ولم يصنف أي منها بوصفه متاحًا للتزود بالأخشاب. يعَد الجوز المنتج التجاري الرئيسي للغابات.

### صيد الأسماك
لا أهمية لقطاع صيد الأسماك في قرغيزستان. ساهمت الزراعة المائية عام 2002 بنسبة 66% من الناتج الإجمالي للبلاد البالغ 142 طنًا متريًا من الأسماك، ولكنها تهاوت عام 2003 منتجةً 12 طنًا فقط من إجمالي البلاد البالغ 26 طنًا متريًا.

### التعدين والمعادن
كان التعدين في مرحلة ما بعد الحقبة السوفياتية، نشاطًا اقتصاديًا متزايد الأهمية. يعد منجم كومتور للذهب الذي افتتح في 1997، أحد أكبر رواسب الذهب في العالم. خُطط لمناجم ذهب جديدة في جيروي وتالدي بولاق، وأعلن في أواخر عام 2006 عن اكتشاف ضخم للذهب في توختونيساي. تمتلك الوكالة الحكومية قيرغيزالتين جميع المناجم، وتُشغل العديد منها بوصفها شركات محاصة مع الشركات الأجنبية. توقف إنتاج اليورانيوم والإِثْمِد بكميات كبيرة، وقد كانا منتجين معدنيين هامين في الحقبة السوفيتية. تخطط الحكومة بالرغم من انخفاض إنتاج الفحم بين عامي 1992 و2003 من 2.4 مليون طن إلى 411,000 طن لزيادة استثمار رواسب قرغيزستان المتبقية الهائلة (التي تقدر بنحو 2.5 مليار طن) للحد من الاعتماد على مصادر الطاقة الأجنبية. ذلك أن الغرض من هذه السياسة هو رواسب كاراكتشي في شمال قرغيزستان التي تقدر قدرة إنتاجها السنوي بين 500,000 و1 مليون طن. لا يلبي الإنتاج المحلي الطفيف للنفط والغاز الطبيعي الاحتياجات الوطنية.

### الصناعة والتصنيع
عانى قطاع الصناعات في قرغيزستان في مرحلة ما بعد الحقبة السوفيتية، من هبوط حاد في الإنتاجية بسبب تعرقل إمدادات المواد والوقود وزوال الأسواق السوفيتية. لم يسجل القطاع أي انتعاش بصورة ملحوظة من ذلك الهبوط في حال لم يحتسب إنتاج الذهب، ساهمت الصناعة عام 2005 بقيمة 14% فقط من إجمالي الناتج المحلي. بقي الاستثمار وإعادة الهيكلة عند مستويات متدنية، اتسم قطاع الطاقة الكهربائية بالركود في السنوات الأخيرة (ويشكل عادة جزءًا هامًا من مساهمة الصناعة في الناتج المحلي الإجمالي). تحول الدعم الحكومي عن الصناعات الآلية -التي كانت أحد الإسهامات البارزة في الاقتصاد السوفيتي- إلى الملابس والمنسوجات. استأثرت معالجة الأغذية على 10 – 15% من الإنتاج الصناعي حتى واجهت كسادًا عام 2004. فاقت صناعة الزجاج في الأعوام الأخيرة الملابس والمنسوجات في الاستثمارات المحصلة وبوصفها مساهمًا في الناتج المحلي الإجمالي. في مطلع القرن الواحد والعشرين، تنامى قطاع البناء باطّراد بسبب المشاريع الضخمة للبنية التحتية مثل الطرق السريعة ومناجم الذهب الجديدة. إلا أن بناء الوحدات السكنية تأخر نتيجة انخفاض الاستثمار.

### الطاقة
ما يزيد عن 90% من الطاقة الكهربائية المُنتَجة هي طاقة كهرومائية ويمكن للبلاد أن تنتج كميات أكبر من الطاقة النظيفة وتصدرها للدول المجاورة والمنطقة. رغم أن لدى قرغيزستان موارد مائية وافرة، فإنها طورت أقل من 10% من إمكاناتها حتى الآن. تملك قرغيزستان رواسب محدودة من الوقود الأحفوري وتأتي معظم وارداتها من الغاز الطبيعي من أوزبكستان، التي أبرمت معها سلسلة من اتفاقيات مقايضة ناقصة. يعد استهلاك الفرد للطاقة مرتفعًا بالأخذ في الاعتبار متوسط الدخل، إلا أنه ليس لدى الحكومة أي خطة شاملة للحد من الطلب. يُحوّل ما يصل إلى 45% من الطاقة الكهربائية الموّلدة، في فصل الشتاء خاصةً، بطريقة غير قانونية أو تتسرب من نظام التوزيع. تُولِّد محطات الطاقة الكهرومائية نحو 92.5% من الاستهلاك المحلي للطاقة ويوجد ثلاث محطات حرارية كهربائية تجارية قيد التشغيل. ترسل قرغيزستان -نظرًا إلى مؤونتها الغنية بالطاقة الكهرومائية- الطاقة الكهربائية إلى كازاخستان وأوزبكستان لقاء الوقود الأحفوري. تمد محطة كهرومائية جديدة على نهر نارين في كامبار أطه الطاقة لأجزاء من الصين وروسيا، الأمر الذي من شأنه أن يحسن حالة التصدير في قرغيزستان وإمدادات الطاقة المحلية. أُنجزت المحطة في 30 أغسطس من عام 2010. دفعت البنية التحتية البالية وسوء إدارة قرغيزستان إلى الاعتماد على الطاقة الخارجية في الشتاء عندما يكون مستوى المياه متدنيًا. كانت تستثمر في بدايات عام 2000 نحو 10% فقط من إمكانيات الطاقة الكهرومائية لديها. كانت تملك عام 2001 حوالي 70,000 كيلومتر من خطوط نقل الطاقة الكهربائية بخدمة 500 محطة فرعية. كان من شأن قرغيزستان أن تكون عضوًا في نادي الطاقة الآسيوي التابع لمنظمة شنغهاي للتعاون، الذي طرحته روسيا عام 2006 ليوحد منتجي ومستهلكي النفط والغاز والكهرباء وبلدان العبور في منطقة آسيا الوسطى في كتلة ذات اكتفاء ذاتي للطاقة. كانت الصين وكازاخستان وطاجيكستان وأوزبكستان من بين الأعضاء الآخرين.
تُعدّ قرغيزستان دولة شريكة في برنامج إينوغايت (INOGATE) للطاقة التابع للاتحاد الأوروبي، الذي يحتوي على أربعة مواضيع رئيسية: تعزيز أمن الطاقة، وتقارب أسواق الطاقة في الدول الأعضاء على أساس مبادئ سوق الطاقة الداخلية للاتحاد الأوروبي، ودعم تنمية الطاقة المستدامة، وجذب الاستثمار لمشاريع الطاقة المصلحة المشتركة والإقليمية.
يكتسب الفحم القاري (الأسفلتي) المصنوع على طريقة كوريا الجنوبية الذي يدعى يونتان (йонтан) شعبيةً كبيرة على الصعيد الصناعي للطاقة في قرغيزستان.

## وصلات خارجية
- Minister wants bigger role for local mining firms
- Kyrgyz-North America Trade Council, New York USA
- American Chamber of Commerce in Kyrgyz Republic, Bishkek
- International Business Council, Bishkek
- Bishkek Business Club
- Kyrgyzstan: Kyrgyzstan has great potential to become a center of organic production in Central Asia